# Ramon Tomàs i Prat
Ramon Tomàs i Prat   (Barcelona, 28 de maig de 1904 - Tortosa, 10 d'agost de 1976) fou un futbolista català de la dècada de 1920.
Jugava a la posició de centrecampista. Començà la seva carrera a l'Avenç de l'Sport el 1923, club que dos anys més tard es convertí en UE Sant Andreu. El 1926 fitxà pel RCD Espanyol, on jugà durant quatre temporades i debutà a la primera divisió.
També fou jugador del Gimnàstic FC de València (1928-29), Reial Oviedo (1930), Cultural Leonesa (1930-31) i Zaragoza CD (1931-32).
Jugà un partit amb la selecció catalana el 1927.